# Francisco Palacios (piłkarz)
Francisco Antonio Palacios Alleyne (ur. 10 grudnia 1990 w mieście Panama) – panamski piłkarz występujący na pozycji prawego obrońcy, reprezentant Panamy.